# Brunnenbach (Umlach)
Der Brunnenbach ist ein rechter Zufluss der Umlach in Baden-Württemberg.

## Lage
Der Brunnenbach liegt vollständig auf der Gemarkung von Eberhardzell im Landkreis Biberach.
Er liegt etwa 50 Meter südlich von Kappel und rund 100 Meter südlich des westlichen Wohnplatzes von Ritzenweiler, die zentrale Kreuzung in Eberhardzell (L 306, L 307 und K7569) liegt circa 1,5 Kilometer nördlich des Brunnenbachs.
Geografisch ist der Brunnenbach im Naturraum der Riß-Aitrach-Platten (Naturraum-Nr. 41), welche Teil der Großlandschaft Donau-Iller-Lech-Platte (Großlandschaft-Nr. 4) ist.
Die Quelle des Brunnenbachs ist direkt am westlichen Rand des Biotop Buchenwalds SO Kappel, sein gesamter Verlauf liegt zwischen diesem Biotop und der Umlach in welche er auch Mündet.

## Verlauf
Der Brunnenbach beginnt seinen Lauf an seiner Quelle direkt am Biotop Buchenwald SO Kappel. Dort macht er zunächst einen leichten Ostbogen, bevor er in einen langgezogenen Westbogen mit weitem Auslauf übergeht. Anschließend biegt der Bach in einem Bogen nach Norden ab und fließt dann wenige Meter geradlinig weiter. Es folgt ein Bogen nach Nordwesten und geht danach in ein Bogen nach Norden über, bevor er in einen großen Westbogen übergeht.
Schließlich mündet der Brunnenbach etwa 70 Meter südöstlich der östlichen Ecke des Verwaltungsgebäudes des benachbarten Holzwerks in die Umlach.

## Biotop
Das Waldbiotop Buchenwald SO Kappel (Biotop-Nr.: 280244261341) ist ein geschütztes Waldbiotop. Es gilt als regional seltene, naturnahe Waldgesellschaft nach § 30a LWaldG. 
Auf einer Fläche von 2,53 Hektar findet sich ein Hainsimsen-Buchenwald auf einem westexponierten Steilhang. Der Wald besteht fast ausschließlich aus Buchen, mit wenigen Eichen und Nadelbäumen. Im Süden steht Altholz, im Norden steht etwa 70-jährige Bäume. 
Die Bodenvegetation ist karg und artenarm, geprägt von der Weißen und Behaarten Hainsimse, Wald-Reitgras und säurezeigenden Moosen. Ebenso kommen Wald-Sauerklee, Heidelbeere und Finger-Segge vor. Vereinzelt gibt es auch Totholz (stehend und liegend) sowie Altbuchen, welche teilweise Spechthöhlen haben.